# Match of ze Day
Match of ze Day est un magazine télévisé sur Canal+, présentant les résumés des matchs du championnat d'Angleterre de football de la saison 2008/2009 à la saison 2015/2016. Depuis la saison 2019/2020, l'émission est revenue dans une nouvelle formule, faisant désormais office de transition entre les rencontres.

## Historique

### Version originelle
Le magazine est diffusé le samedi soir, aux alentours de 22h30 avec l'objectif de diffuser les résumés des affiches de Premier League, juste avant Jour de foot. Cette émission a été diffusée à partir de la saison 2008-2009, présentée par Darren Tulett. Il reste à la présentation jusqu'en 2012, année de son départ du groupe Canal+.
À partir de la saison 2013-2014, en plus de résumer des rencontres, Match of ze Day sert aussi de cadre à la diffusion de matches de Premier League chaque week-end. La présentation est assurée par Messaoud Benterki et David Astorga.
Pour les saisons 2014-2015/2015-2016, David Ginola est choisi pour présenter l'émission avec l'objectif d'en faire une émission à "l'anglaise", comme si elle se déroulait au bord des terrains. Pour ce faire, il est accompagné par Nicolas Tourriol.
En 2016, Canal+ perd les droits télé du championnat d'Angleterre de football, l'émission s'arrête alors.

### Retour de l'émission
En 2019, le groupe Canal+ récupère les droits télé du championnat d'Angleterre de football, l'émission effectue son retour avec Joris Sabi aux manettes.
À cette occasion, l'émission change de formule faisant office de continuité d'antenne avec Habib Beye et Olivier Dacourt comme consultants principaux. Elle permet désormais, de décrypter les enjeux lors des avants-matchs et d'analyser les rencontres lors des après-matchs, avec les commentateurs et consultants de Canal+.

## Présentateurs
- 2008-2012 : Darren Tulett
- 2012-2013 : Romain Del Bello
- 2013-2014 : Messaoud Benterki et David Astorga
- 2014-2016 : Nicolas Tourriol, Joris Sabi et David Ginola
- 2019- : Joris Sabi

## Identité sonore et visuelle

### Générique
Lors de la saison 2009/2010, la musique du générique est un extrait de l'introduction d'Our House de Madness
Lors de la saison 2014/2015, le générique musical de l'émission était la version instrumentale de Woman du groupe Australien Wolfmother.

## King of ze Day
Match of ze Day étant devenu une émission servant de transition entre les matchs sur les antennes de Canal +, le grand bilan du weekend se fait dans un magazine dénommé King of ze Day grâce à des résumés vidéos, des statistiques et des animations graphiques.
Cette émission est présentée par Nicolas Tourriol et Laurie Delhostal le dimanche à 23h15 sur Canal+ dès août 2019. En septembre 2020, ce magazine bascule sur Canal+ Sport à 20h50, avec Nicolas Tourriol accompagné de Florent Sinama-Pongolle.
Le thème sonore du générique est All Hail the King de Derek Minor. Le lion dans le générique est celui de Cinéma Événement Animalier, une entreprise spécialisée dans le tournage avec des animaux.